# Liu Qi (politiker)
Liu Qi, född 1942 i Wujin i Jiangsu,  är en kinesisk kommunistisk politiker. Han var mellan åren 1999 och 2003 borgmästare i Peking. Han har också varit ledamot av Politbyrån i Kinas kommunistiska parti och ordförande för organisationskommittén för Internationella olympiska kommittén 2008.
Han utbildades på den metallurgiska avdelningen på Pekings institut för järn- och stålingenjörer.
Liu Qi ledde också kommittén för att förbereda ansökan till de olympiska sommarspelen 2008 och ledde därefter arbetet för att organisera spelen.